# Froville

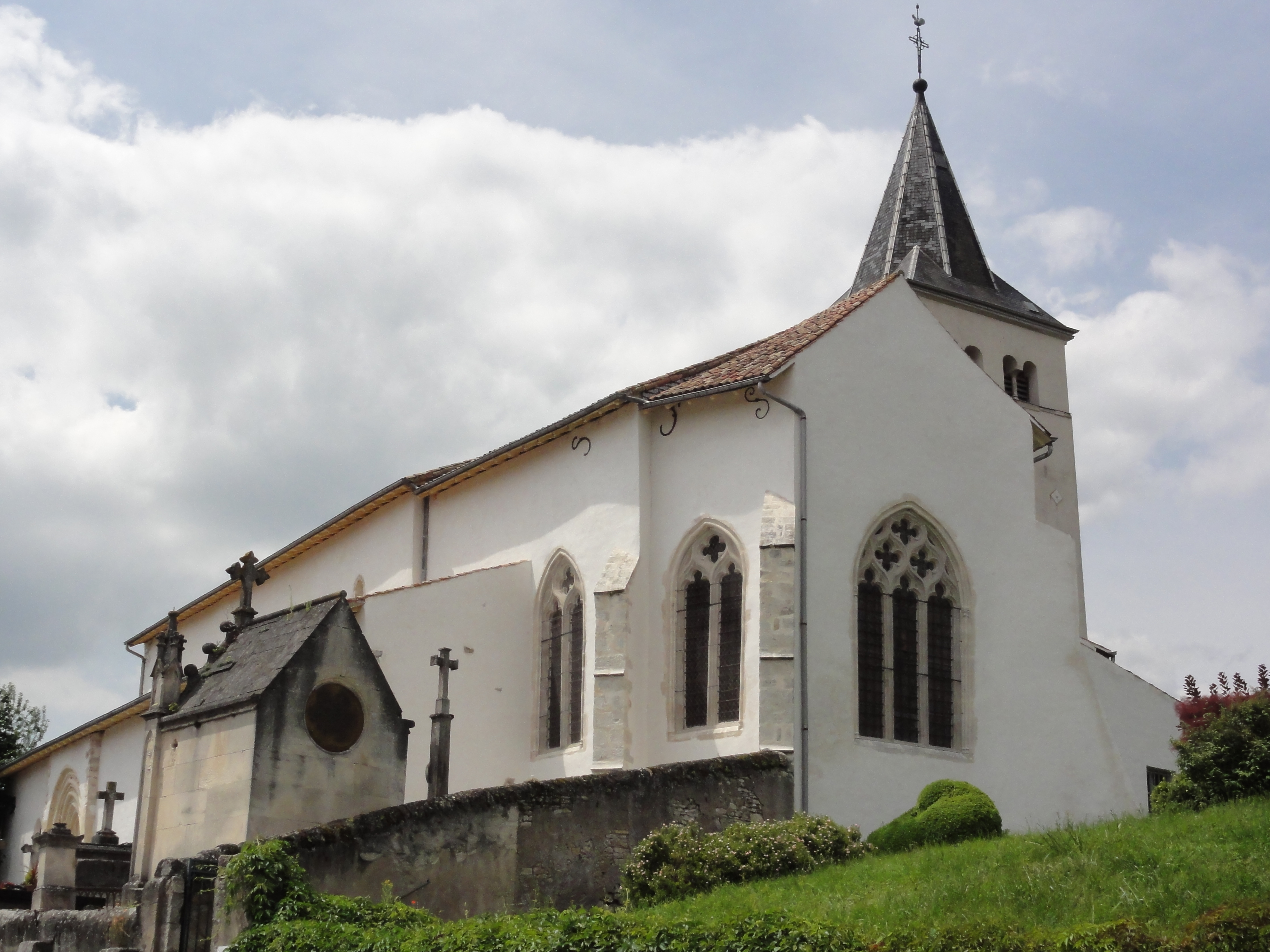
Zabytkowy kościół Matki Bożej (2016)

Froville – miejscowość i gmina we Francji, w regionie Grand Est, w departamencie Meurthe i Mozela.
Według danych na rok 1990 gminę zamieszkiwało 120 osób, a gęstość zaludnienia wynosiła 20 osób/km² (wśród 2335 gmin Lotaryngii Froville plasuje się na 925. miejscu pod względem liczby ludności, natomiast pod względem powierzchni na miejscu 923.).

## Populacja

Populacja Froville w latach 1962–2008